# Live Science
Live Science est un site d'informations scientifiques géré par Future via Purch, qu'il a acheté à Imaginova en 2009. Les éléments éditoriaux produits sont généralement ensuite transmis à des médias importants, tels que Yahoo!, MSNBC, AOL et Fox News. 

## Historique
Live Science a été lancé en 2004, mais a ensuite été arrêté[Quand ?] et relancé en 2007. 

## Description
Live Science couvre les découvertes scientifiques, les projets de recherche et une chronique sur les faits étranges observés dans le monde entier, sous la forme d'un magazine en ligne. Sur son site Web en 2018, les catégories traitées sont les suivantes : Actualités - Tech - Santé - Planète Terre - Nouvelles étranges - Animaux - Histoire - Culture - Espace. 